# Zeria caffra
Espèce
Synonymes
- Solpuga caffra Pocock, 1897
- Solpuga chadwicki Hewitt, 1921

Zeria caffra est une espèce de solifuges de la famille des Solpugidae.

## Distribution
Cette espèce est endémique d'Afrique du Sud.

## Description
La femelle holotype mesure 52 mm.
La femelle décrite par Roewer en 1933 mesure 35 mm.

## Publication originale
- Pocock, 1897 : On the genera and species of tropical African arachnids of the order Solifugae with notes upon the taxonomy and habits of the group. The Annals and Magazine of Natural History, sér. 6, vol. 20, p. 249-272 (texte intégral).